# Hey! Say! (アルバム)
『Hey! Say!』（ヘイ・セイ）は、光GENJIの3枚目のオリジナル・アルバム。1989年2月20日（月曜日）に限定盤、同4月7日（金曜日）に通常盤がポニーキャニオンから発売された。

## 解説
デビュー以来3作連続で、オリコンアルバムチャート1位を獲得。
1989年4月24日付のオリコンアルバムチャートで、限定盤がオリコン史上初めて前週22位から100位圏外へとランクダウンした（当時のオリコンチャートでは初回限定盤と通常盤は別集計だった）。それまでは、1988年7月1日付でC-C-B『走れ☆バンドマン』が記録した前週34位から100位圏外がランクダウン記録であった。
同グループ初にして唯一の主演映画『…これから物語 〜少年たちのブルース〜』、『ふ・し・ぎ・なBABY』の主題歌「いつか、きっと…」ほか11曲を収録。
店頭渡しのカレンダー付き限定盤と、カレンダーなしの通常盤があり、限定盤はGENJIの5人の服の色が赤、光の2人の服の色が青になっており、通常盤は限定盤とは真逆に、光が赤、GENJIが青になっている。
人気の絶頂期に発売されたアルバムであっただけに、収録楽曲が歌番組で歌われることも多く、前述の「いつか、きっと…」はアルバム発売前にも映画の宣伝を兼ねて、テレビ朝日系音楽番組『ミュージックステーション』ほか、映画CMでもサビ部分が流れた。「青春にはまだ早い」「青春にはまだ早い 〜翼〜」は披露回数が多く、シングル曲とほぼ同格の扱いを受けている。
タイトルは同年から制定された年号、平成から取られたもの。また、後2007年に光GENJIと同じくジャニーズ事務所からデビューしたグループ、Hey! Say! 7にも同じモチーフで名前が付けられており、同グループのデビュー・シングルも本作と同じタイトル「Hey! Say!」である。

## 収録曲
- 全編曲：佐藤準

1. 青春にはまだ早い
作詞：高柳恋、作曲：佐藤準
2. あ・き・す・と・ぜ・ね・こ
作詞・作曲：飛鳥涼
GENJI主演映画『ふ・し・ぎ・なBABY』挿入歌。前半のレコーディングシーンで流された。
3. クリスタル・ユニヴァース
作詞：三浦徳子、作曲：都志見隆
4. 冬のライオン
作詞：康珍化、作曲：羽田一郎
5. いつか、きっと…
作詞・作曲：飛鳥涼
映画『…これから物語 〜少年たちのブルース〜』、『ふ・し・ぎ・なBABY』主題歌。映画CMではサビ部分が流された。
「いつか、きっと…」とB面に映画のハイライト音源（モノ音源）を収めた、放送局向けの販促用7インチ・レコードが存在する。「いつか、きっと…」は2コーラスあとのサビでの児童合唱団風のコーラスが収録されていないなど、アルバム収録のものとは違うバージョンだが、商品化されていない。また、全盤にイニシャル番号が振られている。
6. TOUCH ME
作詞：篠原仁志、作曲：和泉一弥
7. MY DEAR〜親愛なる君へ
作詞：森本抄夜子、作曲：村田和人
8. セレナーデの時間(とき)
作詞：三浦徳子、作曲：都志見隆
9. 出逢い
作詞・作曲：大江千里
GENJI（諸星和己、佐藤寛之、山本淳一、赤坂晃、佐藤敦啓）による楽曲。
大江にとって最初の光GENJIへの提供曲でもあり、後の「太陽がいっぱい」へとつながっていく。
10. 新生紀
作詞：有川正沙子、作曲：林哲司
11. 青春にはまだ早い 〜翼〜
作詞：高柳恋、作曲：佐藤準

## 補足
- 1989年の「日本ゴールドディスク大賞」の授賞式で、アルバムで受賞した大江千里に対してメンバーがいきなり「大江千里さん、すばらしい曲を書いてくださいましてありがとうございました」とコメントした。
- 第13回アメリカ横断ウルトラクイズ第12CPツインレークスにおいて、このアルバムに関する問題が出題されている[8]。